# أنيتا إل. ألين
أنيتا لا فرانس ألين (بالإنجليزية: Anita L. Allen)‏ (المعروفة بـ ألين-كاستليتو) (مواليد 24 مارس 1953) أستاذة في القانون والفلسفة في كلية القانون بجامعة بنسلفانيا، وهي أيضًا نائبة عميد الكلية. كانت زميلة في قسم أخلاقيات البيولوجيا السابق في مدرسة الطب بجامعة بنسلفانيا، وعضو هيئة تدريس شريك في الدراسات الأفريقية، وعضو هيئة تدريس منتسب في برنامج دراسات الجنس والجنسانية والمرأة. انتخبت في الأكاديمية الوطنية للطب، والمعهد الأمريكي للقانون، والأكاديمية الأمريكية للفنون والعلوم. شغلت منصب رئيسة القسم الشرقي في الرابطة الفلسفية الأمريكية في 2018-19. في عام 2010، عين الرئيس باراك أوباما ألين في اللجنة الرئاسية لدراسة القضايا الأخلاقية البيولوجية، كما أنها زميلة في مركز هاستينغز.

## سيرتها
ولدت ألين في فورت ووردن (بورت تاونسند بولاية واشنطن). تعود أصول والديها كاراي ماي ألين وغروفر كليفلاند ألين إلى أتلانتا بولاية جورجيا. يملك والدها مسيرة حافلة في الجيش الأمريكي، حيث شارك في الحرب الكورية، وحرب فيتنام. كان والدها عضوًا في مهمة كابرز، التي ضمت فرقة من المجندين الذين قاموا بتسلية الجنود المقاتلين في كوريا بالأغاني والرقص والكوميديا. عاشت ألين طفولتها في قواعد عسكرية، بما في ذلك فورت بينينغ بولاية جورجيا، وشوفيلد باراكس بولاية هاواي.
كانت ألين واحدة بين ستة أطفال لكاراي وغروفر، وجميعهم عملوا لاحقًا في القانون والهندسة والجيش أو الخدمة الحكومية.

### زواجها وعائلتها
تزوجت عام 1982 من الفنان مايكل كيلي ويليامز من ديترويت بولاية ميشيغان، وانتهى زواجها هذا لاحقًا بالطلاق.
كانت ألين نموذج منحوتة خشبية نحتها ويليامز، وقد طبع روبرت بلاكبيرن نسخة أصلية منها، وهي الآن موجودة في مجموعة النسخ المطبوعة الدائمة لمكتبة الكونغرس في واشنطن العاصمة.
في عام 1985، تزوجت ألين من بول فنسنت كاستيليتو، وهو محام من ماونت فيرنون، ونيو روتشيل في نيويورك، متخصص في قانون الدفاع الجنائي ضد جرائم ذوي الياقات البيضاء، وأصبح لاحقًا محاضرًا جامعيًا متخصصًا في الأخلاقيات، وأنجب الثنائي طفلين.

## التعليم
تخرجت ألين في مدرسة بيكر الثانوية في كولومبس بولاية جورجيا عام 1970 في ثلاث سنوات. تحمل ألين درجة البكالوريوس من كلية نيو كوليدج في فلوريدا، والتي أصبحت فيما بعد عضوًا في مجلس أمنائها، كما ألقت كلمة حفل التخرج مرتين فيها. في أثناء ارتيادها للكلية، أمضت ألين سنة دراسية في إيطاليا وألمانيا. بإشراف وتوجيه من البروفيسور بريان نورتون، أكملت ألين أطروحة جامعية حول فلسفة الوضعي المنطقي رودولف كارناب. درست الفلسفة الأمريكية على يد البروفيسور جريشام رايلي.
حصلت ألين على الماجستير والدكتوراه في الفلسفة من جامعة ميشيغان، وتلقت تدريبًا في الفلسفة التحليلية في الجامعة نفسها، كما درست أيضًا الرقص الحديث إلى جانب زميلتها مادونا.
أشرف البروفسور ريتشارد براندت، وهو مناصر بارز للنفعية الأخلاقية على أطروحة دكتوراه ألين بعنوان «الحقوق، الأولاد، والتعليم». درست أطروحتها نظريات توماس هوبز وجون لوك حول السلطة الأبوية، والمثل الأخلاقي للحق في التعليم. دعت إلى منح الأطفال المزيد من الاستقلالية.
تعد ألين واحدة من أولى النساء الأفريقيات الأمريكيات اللاتي حصلن على الدكتوراه في الفلسفة، إلى جانب أنجيلا ديفيس، وجويس ميتشل كوك، ولافيرن شيلتون، وأدريان بايبر، كما أنها أول أمريكية من أصل أفريقي أمريكي تحصل على الدكتوراه في القانون والفلسفة.
حصلت ألين على درجة الدكتوراه في القانون من كلية هارفارد للحقوق. عملت خلال فترة ارتيادها للجامعة مدرسة مساعدة للأساتذة مايكل ساندل، ورونالد دوركين، وروبرت نوزيك، وسيسيلا بوك.